# František Xaver Pokorný
František o Franz Xaver Pokorný (Königstadtl, 20 dicembre 1729 – Ratisbona, 2 luglio 1794) è stato un violinista e compositore ceco.

## Vita
Figlio di Nikolaus Pokorný, „civis et consularis“ a Königstadtl, oggi Městec Králové, battezzato Franciscus Thomas, si fece tuttavia chiamare Franz o Franz Xaver.
Pokorný ricevette inizialmente lezioni di composizione da Joseph Riepel a Ratisbona. Prima del 1750 era già violinista nella Hofkapelle del conte Philipp Karl di Oettingen-Wallerstein. Verso la fine del 1753 ottenne una licenza per perfezionarsi nella composizione a Mannheim, dove studiò con Johann Stamitz, Franz Xaver Richter e Ignaz Holzbauer.
Alla morte del conte Philipp Karl (14 aprile 1766), a Pokorný venne accordato il permesso di lasciare la Corte di Wallerstein "per 3-4 anni". Da allora Pokorný fu attivo principalmente nella Corte di Thurn und Taxis, a Ratisbona e a Dischingen, facendo però sempre ritorno a Wallerstein, dove aveva lasciato la moglie e i figli. Tra il 1769 e il 1770 entrò finalmente a far parte della Hofkapelle di Ratisbona, nel 1787 compare in un libro paga come "primo o secondo violino“.
Pokorný compose oltre 145 sinfonie e 61 concerti per strumenti a fiato e clavicembalo la cui autenticità è ancora in parte dubbia.
L'affermazione di Lipowsky secondo cui la "Mlle. Pokorny", che il 24 dicembre 1779 suonò un concerto per corno di G. Punto in occasione di un Concert spirituel a Parigi, era una figlia di F. X. Pokorný, non è dimostrata da altre fonti.

## Opere
- Concerto n. 2 in si bemolle per clarinetto
- Concerto in mi bemolle per clarinetto
- Concerto in do per due organi
- Concerto per organo e orchestra da camera
- Concerto in mi bemolle per due corni e orchestra
- Concerto in fa per due corni e orchestra
- Concerto in re per flauto e orchestra